# Саминское (озеро, Вологодская область)
Саминское — пресноводное озеро на территории Оштинского сельского поселения Вытегорского района Вологодской области.

## Физико-географическая характеристика
Площадь озера — 0,5 км². Располагается на высоте 33,0 метров над уровнем моря.
Форма озера продолговатая: оно более чем на один километр вытянуто с северо-северо-запада на юго-юго-восток. Берега заболоченные.
С юго-востока озеро соединяется широкой протокой с Вихкозером, которое, в свою очередь, протокой соединяется с Великим. Из Великого вытекает протока, впадающая в озеро Котечное, сток из которого осуществляется в реку Вытегру, впадающую, в свою очередь, в Онежское озеро.
Острова на озере отсутствуют.
Населённые пункты и автодороги вблизи водоёма отсутствуют.
Код объекта в государственном водном реестре — 01040100511102000019969.